# Hoofdklasse schaken 1953/54
In het Hoofdklasse-seizoen 1953/54 werd gestreden door acht teams van schaakverenigingen om het clubkampioenschap van Nederland. De Haagse club Discendo Discimus werd voor de 4e keer in de historie clubkampioen van Nederland.

## Competitieverloop
Discendo Discimus werd ongeslagen kampioen en hoefde slechts één matchpunt af te staan in de wedstrijd tegen de Amsterdamsche Schaakclub. Jan Hein Donner speelde dit seizoen op het eerste bord namens D.D.
Schaakvereniging Kralingen was tijdens het seizoen gefuseerd met stadsgenoot "Het Centrum". Het eerste team maakte het seizoen af onder de naam Schaakvereniging Rotterdam.
Gepromoveerd vanuit de Eerste Klasse 1952/53 waren Philidor Leeuwarden en de Haagsche Christelijke Schaakvereeniging. Eerstgenoemde wist zich te handhaven, laatstgenoemde moest gedwongen terugkeren naar het tweede niveau. 

## Eindstand en kruistabel[2]
| # | Team                    | MP | BP  | 1  | 2  | 3  | 4  | 5  | 6  | 7  | 8  |
| - | ----------------------- | -- | --- | -- | -- | -- | -- | -- | -- | -- | -- |
| 1 | Discendo Discimus       | 13 | 40½ | -- | 5½ | 6  | 6½ | 5  | 5½ | 6½ | 5½ |
| 2 | Max Euwe                | 9  | 41  | 4½ | -- | 4½ | 8  | 5½ | 6½ | 7  | 5  |
| 3 | VAS (K)                 | 9  | 40½ | 4  | 5½ | -- | 7  | 5  | 4½ | 8  | 6½ |
| 4 | Rotterdam (Kralingen)   | 8  | 31  | 3½ | 2  | 3  | -- | 5½ | 5½ | 6  | 5½ |
| 5 | ASC                     | 6  | 36½ | 5  | 4½ | 5  | 4½ | -- | 7  | 4½ | 6  |
| 6 | Philidor Leeuwarden (P) | 6  | 32  | 4½ | 3½ | 5½ | 4½ | 3  | -- | 5½ | 5½ |
| 7 | HCSV (P)                | 3  | 27½ | 3½ | 3  | 2  | 4  | 5½ | 4½ | -- | 5  |
| 8 | LSG                     | 2  | 31  | 4½ | 5  | 3½ | 4½ | 4  | 4½ | 5  | -- |

#### Legenda
|     | Landskampioen                            |
|     | Degradant                                |
| (K) | Kampioen in het seizoen 1952/53          |
| (P) | Promovendus uit de Eerste Klasse 1952/53 |

Eerste klasse

1920/21 · 1921/22 · 1922/23 · 1923/24 · 1924/25 · 1925/26 · 1926/27 · 1927/28 · 1928/29 · 1929/30 · 1930/31 · 1931/32 · 1932/33 · 1933/34 · 1934/35 · 1935/36 · 1936/37 · 1937/38 · 1938/39 · 1939/40 · 1940/41 · 1941/42
Hoofdklasse

1942/43 · 1943/44 · 1944/45 · 1945/46 · 1946/47 · 1947/48 · 
1948/49 · 1949/50 · 1950/51 · 1951/52 · 1952/53 · 1953/54 · 1954/55 · 1955/56 · 1956/57 · 1957/58 · 1958/59 · 1959/60 · 1960/61 · 1961/62 · 1962/63 · 1963/64 · 1964/65 · 1965/66 · 1966/67 · 1967/68 · 1968/69 · 1969/70 · 1970/71 · 1971/72 · 1972/73 · 1973/74 · 1974/75 · 1975/76 · 1976/77 · 1977/78 · 1978/79 · 1979/80 · 1980/81 · 1981/82 · 1982/83 · 1983/84 · 1984/85 · 1985/86 · 1986/87 · 1987/88 · 1988/89 · 1990/91 · 1991/92 · 1992/93 · 1993/94 · 1994/95 · 1995/96
Meesterklasse

1996/97 · 1997/98 · 1998/99 · 1999/00 · 2000/01 · 2001/02 · 2002/03 · 2003/04 · 2004/05 · 2005/06 · 2006/07 · 2007/08 · 2008/09 · 2009/10 · 2010/11 · 2011/12 · 2012/13 · 2013/14 · 2014/15 · 2015/16 · 2016/17 · 2017/18· 2018/19 · 2019/20 · 2020/21 · 2021/22 · 2022/23 · 2023/24 · 2024/25